# Вашингтонська морська угода 1922 року

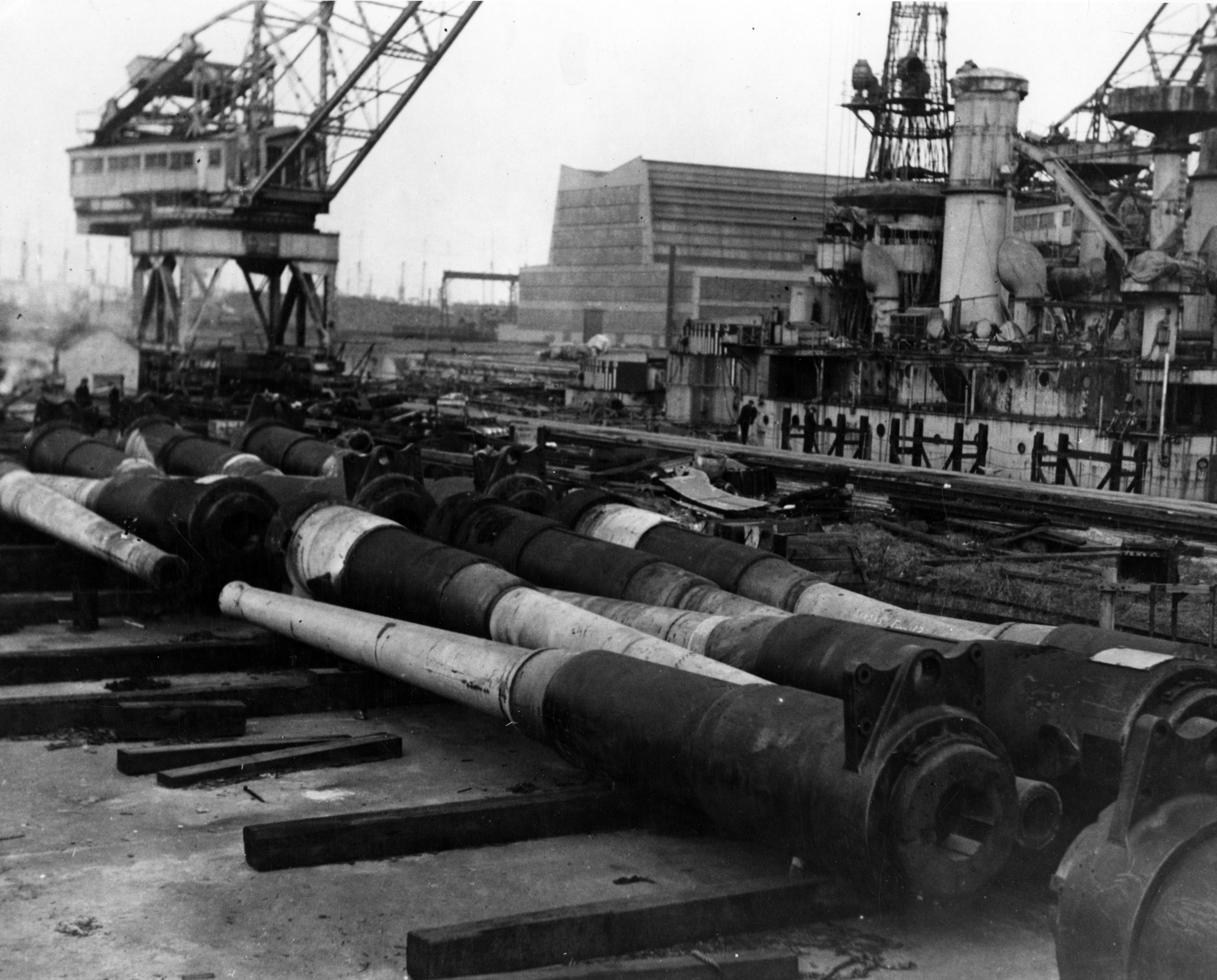
Утилізація лінкорів за Вашингтонським договором. Філадельфія, грудень 1923

Вашингтонська морська угода — відома також як «Договір П'яти Держав» або як «Договір між Сполученими Штатами Америки, Британською Імперією, Французькою республікою, Королівством Італія й Японською імперією», підписаний у Вашингтоні 6 лютого 1922.
Угода передбачала обмеження озброєння (лінійних флотів, підводних флотів, сухопутних військ) і заборону будування укріплень і військових баз на багатьох територіях у Тихому океані.
Повна офіційна назва договору: Treaty Between the United States of America, the British Empire, France, Italy, and Japan, Signed at Washington, February 6, 1922 (Договір між Сполученими Штатами Америки, Британською Імперією, Францією, Італією і Японією, підписаний у Вашингтоні 6 лютого 1922 року). Договір припинив дію в 1936 після виходу з нього Японії.
Договір закріпив реальне співвідношення сил у морських озброєннях, досягнуте до початку 1920-х років. США визнавалися, нарівні з Великою Британією, провідною морською державою світу. Велика Британія була змушена відмовитися від принципу «двох флотів», згідно з яким флот Великої Британії повинен перевершувати сумарний флот двох наступних за нею морських держав. Договір, однак, не обмежував крейсерські і підводні сили.
Договір обмежував для США і Великої Британії можливості будівництва і зміцнення своїх військових баз на Тихому океані, забезпечуючи Японській імперії збереження стратегічних переваг у цьому регіоні.
Згідно з угодою, кожній зі сторін-учасниць дозволялося перебудувати в авіаносець по два основних бойових корабля, що підлягали утилізації. Всі учасники, крім Італії, скористалися цією можливістю, побудувавши 7 нових авіаносців. Таким чином, Вашингтонський договір дав поштовх до стрімкого розвитку морської авіації.